# ادوار (شهر)
ادوار (به لاتین: Adoar) یک منطقهٔ مسکونی در بنگلادش است که در استان چیتاگونگ واقع شده‌است.